# International Standard Name Identifier
International Standard Name Identifier (ISNI) er en metode til unik identificering af offentlige identiteter af bidragydere til medier som bøger, Tv-programmer og avisartikler. Hver identitet får tildelt et id på 16 numeriske cifre, inddelt i 4 blokke. 
Det er udviklet for den International Organization for Standardization (ISO) som Draft International Standard 27729;

## Eksterne links
- Official website

| Bogstak | Spire Denne biblioteksrelaterede artikel er en spire som bør udbygges. Du er velkommen til at hjælpe Wikipedia ved at udvide den. |